# Aivaras Bendžius
Aivaras Bendžius (* 26. Januar 1993 in Elektrėnai) ist ein litauischer Eishockeyspieler, der seit 2022 bei Kaunas City in der lettischen Eishockeyliga unter Vertrag steht.

## Karriere

### Clubs
Aivaras Bendžius begann seine Karriere bereits im Jugendbereich beim litauischen Rekordmeister Energija Elektrenai, für den er bereits 2009 als 16-Jähriger sein Debüt in der lettischen Eishockeyliga gab. 2012 wurde er mit dem SC Energija litauischer Meister. In der lettischen Liga reichte es nur zu Mittelplätzen. Nach dem Gewinn des litauischen Meistertitels wechselte Bendžius zum finnischen Klub Tampereen Ilves, für den er überwiegend in der höchsten finnischen Nachwuchsliga aktiv war. Einmal wurde er jedoch auch in der SM-liiga eingesetzt. Noch vor Saisonende kehrte der damals 20-Jährige nach Elektrėnai zurück und gewann 2013 erneut den litauischen Meistertitel mit der Mannschaft seiner Heimatstadt. Von 2013 an spielte er mit der in Litauen praktisch konkurrenzlosen Mannschaft in der Wysschaja Liga, der zweithöchsten belarussischen Spielklasse. Im Januar 2016 wechselte er zum slowenischen HDD Jesenice, für den er sowohl in der slowenischen Eishockeyliga als auch in der zweitklassigen österreichischen Inter-National-League spielte. Aber bereits zur nächsten Spielzeit kehrte er erneut zum SC Energija zurück. 2018 wechselte er zu den Elephants de Chambéry in die französischen Division 1, die zweithöchsten Spielklasse des Landes, verließ den Klub aber bereits nach drei Spielen bereits wieder, um sich den Golden Sharks Mechelen aus der BeNe League anzuschließen. 2019 kehrte er nach Litauen zurück und schloss sich den Vilnis Hockey Punks an, mit denen er 2022 litauischer Meister wurde. Nach diesem Erfolg wechselte er zu Kaunas City in die lettische Liga.

### International
Für Litauen nahm Bendžius bereits im Juniorenbereich an Weltmeisterschaften teil. Dabei gelang ihm beim Division-II-Turnier der U-20-WM 2010 mit seiner Mannschaft der Aufstieg in die Division I.
Sein Debüt in der litauischen Herren-Nationalmannschaft gab er bei der Weltmeisterschaft der Division I 2012 als die Litauern nur knapp durch einen 3:2-Erfolg im entscheidenden Spiel gegen Australien den Abstieg in die Division II vermeiden konnten. Auch 2013, 2014, 2015, 2016, 2017, 2019, 2022 und 2023, als er zum besten Spieler seiner Mannschaft gewählt wurde, stand er für Litauen bei der Weltmeisterschaft der Division I auf dem Eis.
Zudem nahm er an den Qualifikationsturnieren zu den Olympischen Winterspielen 2014 in Sotschi und 2022 in Peking teil. Die litauische Mannschaft scheiterte dabei jedoch jeweils bereits in der ersten Qualifikationsrunde. Außerdem spielte er beim Baltic Cup 2016 und 2017 für seine Farben.

## Erfolge und Auszeichnungen
- 2010 Aufstieg in die Division I bei der U-20-Weltmeisterschaft, Division II, Gruppe B
- 2012 Litauischer Meister mit Energija Elektrėnai
- 2013 Litauischer Meister mit Energija Elektrėnai
- 2022 Litauischer Meister mit den Vilnius Hockey Punks